# Mats Zuccarello Aasen
Mats André Zuccarello Aasen, född 1 september 1987 i Oslo, Norge, är en norsk professionell ishockeyspelare som spelar för Minnesota Wild i NHL.
Han har tidigare spelat på NHL-nivå för Dallas Stars och New York Rangers och på lägre nivåer för Connecticut Whale i AHL, Metallurg Magnitogorsk i KHL, Modo i SHL och Frisk Asker i GET-ligaen.

## Spelarkarriär

### SHL

#### Modo
Zuccarello Aasen slog igenom som tjugoåring i Frisk Asker, och blev sedan värvad till Modo år 2008. Han fick en fantastisk start då han gjorde 3 mål och 6 assist på sina första fem matcher. År 2009 började hans karriär få riktig fart. Han fick spela i förstakedjan med Niklas Sundström och Per Åge Skrøder, en enhet som fungerade perfekt. Han drabbades sedan av många skador, men var så pass lyckosam när han spelade att han ändå blev seriens bästa poängplockare i genomsnitt.
Han vann också poängligan och vann därigenom Skyttetrofén i Elitserien säsongen 2009–10 med 64 poäng på 55 omgångar. 
Zuccarello spelade 90 matcher under två säsonger med Modo.

### NHL

#### New York Rangers
Den 26 maj 2010 skrev han på ett tvåårskontrakt värt 3,5 miljoner dollar med New York Rangers. Zuccarello inledde säsongen i Rangers farmarlag men fick chansen i NHL i slutet av december 2010 efter att Marián Gáborík skadat sig. Han gjorde sitt första mål 5 januari 2011 i sin sjätte NHL-match. Under sin första säsong i NHL spelade han 67 matcher och gjorde 34 poäng (10 mål och 24 assist).
Zuccarello är den enda norska ishockeyspelaren som har spelat Stanley Cup final, när Rangers gick till final 2014 och förlorade mot Los Angeles Kings. Han är också den norrman som har flest matcher och poäng i NHLs historia.

#### Dallas Stars
Den 24 februari 2019 tradades han till Dallas Stars i utbyte mot ett villkorligt draftval i andra rundan 2019 (Matthew Robertson) och ett villkorligt draftval i tredje rundan 2020.

#### Minnesota Wild
Den 1 juli 2019 skrev han som free agent på ett femårskontrakt värt 30 miljoner dollar med Minnesota Wild.

## Privatliv
Zuccarello Aasen har italienskt påbrå.